# Stazione di Massy TGV
La stazione di Massy TGV (in francese Gare de Massy TGV) è una stazione ferroviaria TGV situata nel comune di Massy, Francia, nel dipartimento della Essonne, in Île-de-France.
È situata in prossimità della Stazione di Massy-Palaiseau sulla linea RER B  e della Stazione di Massy-Palaiseau-Grande-Ceinture sulla linea RER C.

## Situazione ferroviaria
Stabilita a 78 metri s.l.m., la stazione di Massy TGV è situata al punto kilometrico 14,376 della linea a alta velocità chiamata LGV Atlantique.
Dispone di due binari centrali, percorsi dai treni che non effettuano la fermata, e da due binari laterali equipaggiati da ua banchina di 500 metri.

## Storia
La stazione di Massy TGV è stata messa in servizio il 29 settembre 1991 dalla Société nationale des chemins de fer français (SNCF). È costata 24,4 milioni di euro. È una delle due nuove stazioni della linea a alta velocità LGV Atlantique, insieme alla stazione di Vendôme - Villiers-sur-Loir TGV.
Inizialmente la sua costruzione è stata fortemente criticata dalla SNCF stessa, a causa della vicinanza alla Stazione di Parigi Montparnasse. Ciononostante uno studio a dimostrato la sua necessità, perché avrebbe permesso ai viaggiatori in provenienza dalla periferia sud di Parigi di dover attraversare la capitale. Inoltre, avrebbe servito un bacino molto più esteso grazie alla corrispondenza con la linea RER C.
A gennaio 2017 è stata inaugurata una passerella di collegamento tra le tre stazioni, situate a pochi metri l'una dall'altra, nell'ottica di creare un polo di intercambio unico.

## Destinazioni
Alcuni treni servono sia questa stazione sia quella di Parigi-Montparnasse, sebbene sia vietato prendere il TGV per una distanza così breve. D'altronde l'acquisto di biglietti per questa tratta è inibito dal sistema.
È servita soprattutto da dei TGV provincia-provincia e dei treni Ouigo, con la sola eccezione dei TGV Le Havre-Marsiglia che fermano nella stazione di Stazione di Massy-Palaiseau-Grande-Ceinture.